# 扭葉牛毛蘚
扭葉牛毛蘚（学名：Ditrichum crispatissimum）为牛毛蘚科牛毛藓属下的一个种。

## 扩展阅读
- 維基物種上的相關：扭葉牛毛蘚